# Sisco
Sisco (in corso Siscu) è un comune francese di 981 abitanti situato nel dipartimento dell'Alta Corsica nella regione della Corsica.
Sisco è un comune italiano sparso che comprende i seguenti centri abitati: Marina di Sisco, Pieve, Vignale, Crosciano, Poraja, Moline, Ficaja, Partine, Turrezza, Sant'Antone, La Mezania, Balba, Chioso, Casella, Teghje, Poggio, Monacaja (sede comunale), Barrigioni, Cipronascu, Busseto, Assalaccia e Pietrapiana.

## Società

### Evoluzione demografica
Abitanti censiti